# (12568) Kuffner
(12568) Kuffner (1998 VB5) – planetoida z pasa głównego asteroid okrążająca Słońce w ciągu 5,36 lat w średniej odległości 3,06 j.a. Odkryta 11 listopada 1998 roku.